# Comuna Pocetne, Krasnoperekopsk
Pocetne (în ucraineană Почетне) este o comună în raionul Krasnoperekopsk, Republica Autonomă Crimeea, Ucraina, formată din satele Peatîhatka și Pocetne (reședința).

## Demografie
Componența lingvistică a comunei Pocetne
     Rusă (49,72%)
     Ucraineană (42,78%)
     Tătară crimeeană (5,21%)
     Alte limbi (0,38%)
Conform recensământului din 2001, nu exista o limbă vorbită de majoritatea populației, aceasta fiind compusă din vorbitori de rusă (49,72%), ucraineană (42,78%) și tătară crimeeană (5,21%).